# Augustin Batita Talakeana
Augustin Batita Talakeana, connu sous le nom Batita Augustin, né en 1954, est un réalisateur, écrivain, producteur et scénariste togolais originaire de Baga à Niamtougou. Étant écrivain, il a publié le film Yon'Taba en langue Losso qui veut dire Sommes-nous des rivales?,.

## Biographie

### Enfance et éducation
Batita Augustin né en 1954, est un cinéastre atypique. Militaire de formation et de carrière, il est cinéaste par conviction et par passion. En classe de terminale il à passé le concours de la Marine. Après sa formation au Centre d'instruction naval de Saint Mandrier à Toulon (France), il a eu l'envie de poursuivre ses études, mais par des contraintes militaires, les voyages, l'ont empêché. Il commença alors à écrire dans les journaux et préparer un roman. Il écrit des scénarios  a bord du patrouilleur Mono, ses écrits intéressent et là il prépare le premier feuilleton togolais, Yon'taba ou les Rivales, qui a été diffusé sur CFI. Il sort d'une résidence d'écriture à Nomadis Images pour un long métrage, Nid'buda (Le saint Homme) et serait le producteur des documentaires Itchombi de Mlle Gentille Assih, et de Togo 2005 : Autopsie d'une successionde Luc Abaki, il chercheait des fonds pour son deuxième feuilleton de 85 épisodes Sa Hirma (Les grêles tombent).

## Filmographie
- 2009 : Kondona en pays Kabyé[2] 52'.
- 2008 : Itchombi (documentaire) 52', producteur[2].
- 2008 : Togo : Autopsie d'une succession 52' (moyen-métrage documentaire), réalisateur, producteur[6],[7],[8].
- 2005 : Yon'Taba (Les Rivales) Feuilleton télévision de 15 épisodes, réalisateur[2].
- Le Dye  52' ( Documentaire), réalisateur, producteur, scénariste[2].

## Distinctions
son documentaire « Autopsie d'une succession » (aussi intitulé Togo 2005 : Autopsie d'une succession) a bénéficié d’une sélection en 2009 aux États généraux du film documentaire à Lussas (France), dans la catégorie Afrique